# Herkuleskran

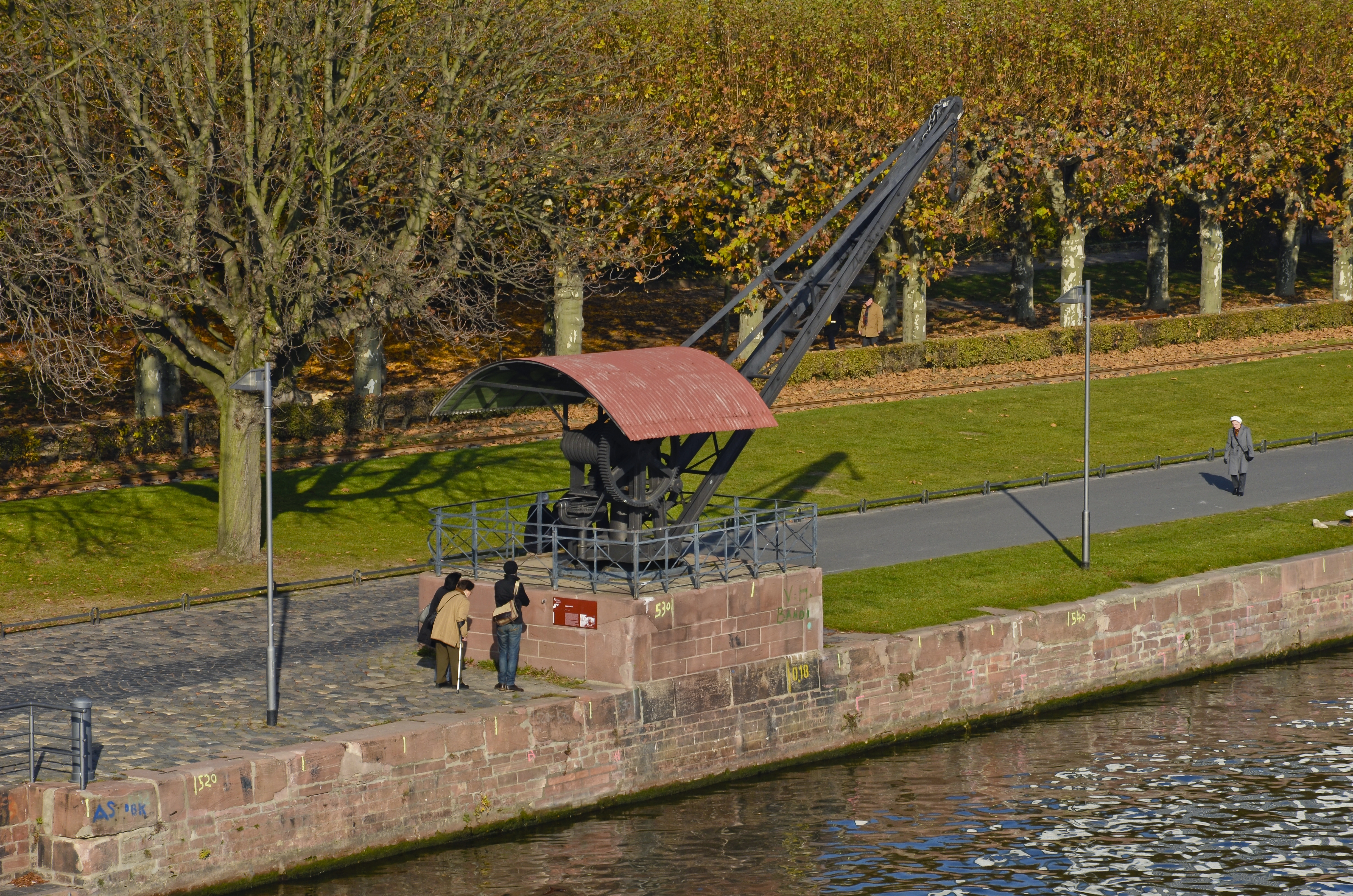
Herkuleskran am Frankfurter Mainufer, Ansicht 2011

Der Herkuleskran ist ein historischer Hafenkran aus dem 19. Jahrhundert in Frankfurt am Main, der als letzter handbetriebener Ladekran an frühere Umschlagtechniken erinnert. Er steht aus geschichtlichen Gründen als Kultur- und Industriedenkmal unter Denkmalschutz nach dem Hessischen Denkmalschutzgesetz und ist Bestandteil der Route der Industriekultur Rhein-Main Frankfurt am Main.

## Geschichte und Beschreibung
Seit dem Mittelalter diente der Mainkai am rechten Flussufer vor der Frankfurter Altstadt als Anlegestelle für Schiffe, Umschlagplatz für Waren und Stapelplatz insbesondere für Baumaterialien. Anfang des 19. Jahrhunderts begann der Ausbau der Uferbefestigung. Der Bereich vom Fahrtor bis zur Alten Brücke wurde 1826 als erster fertig gestellt. 1841 wurde westlich von Sankt Leonhard der Zollhafen mit Zollhof ausgebaut.
Noch bis Ende des 19. Jahrhunderts war das Ufer zwischen Metzgertor und Leonhardstor Frankfurts wichtigster Hafen. Zum Be- und Entladen der Schiffe dienten in regelmäßigen Abständen errichtete, handbetriebene Drehkräne. Der einzige erhaltene dieser Handkräne ist der Herkuleskran. Der gusseiserne Dreh- und Schwenkkran stammt aus dem ausgehenden 19. Jahrhundert und wird auf das Jahr 1887 datiert. Seine Mechanik ist nicht verkleidet, nur von einem Tonnendach aus Wellblech als Wetterdach geschützt. Die Mechanik konnte über ein Zahnradgetriebe von Hand bewegt werden. 

Blick auf den Herkuleskran am Untermainkai um die Mitte der 1930er-Jahre. Im Hintergrund der Rententurm (links) und der Eiserne Steg.

Er befand sich ursprünglich am Zollhof und wurde zu Anfang des 20. Jahrhunderts in das neu gestaltete Nizza an seinen heutigen Standort am Untermainkai verlegt. Nach anderen Angaben wurde er bereits 1887 – dem in anderen Quellen genannten Baujahr – an das Nizza verlegt. Auch nach Fertigstellung der Mainkanalisierung und Eröffnung des Westhafens (beide 1886) blieb der Uferabschnitt am Untermainkai, am dem der Herkuleskran stand, für den Umschlag der Schiffsfracht auf die Eisenbahn und Fuhrwerke in Betrieb. Spätestens mit der Inbetriebnahme des Osthafens scheint er seine Funktion für den Frachtverkehr verloren zu haben.